# Římskokatolická farnost Lišov
Římskokatolická farnost Lišov je územním společenstvím římských katolíků v rámci vikariátu České Budějovice - venkov českobudějovické diecéze.

## O farnosti

### Historie
Plebánie v Lišově je doložena poprvé v roce 1384. Místní farnost byla povýšena v roce 1898 na děkanství. Titul děkanství byl později z názvu farnosti vypuštěn, ovšem pokud by do farnosti byl ustanoven farář (a nikoliv pouze sídelní administrátor), náležel by mu titul děkana.

### Současnost
Farnost má sídelního duchovního správce, který zároveň administruje ex currendo farnosti Dolní Slověnice, Libníč, Rudolfov a Štěpánovice.
| Fotografie | Kostel                     | Místo     | Bohoslužba             | Bohoslužba             | Poznámka     |
| ---------- | -------------------------- | --------- | ---------------------- | ---------------------- | ------------ |
|            | Kaple sv. Jana Nepomuckého | Hůrky     | neslouží se pravidelně | neslouží se pravidelně | obecní kaple |
|            | Kaple sv. Víta             | Levín     | neslouží se pravidelně | neslouží se pravidelně | obecní kaple |
|            | Kostel sv. Václava         | Lišov     | neděle úterý pátek     | 8.15 18.00             | farní kostel |
|            | Kaple sv. Floriána         | Velechvín | neslouží se pravidelně | neslouží se pravidelně | obecní kaple |